# Nincs baj, baby!
Nincs baj, baby! – drugi solowy studyjny album Tamása Síposa, wydany w 1994 roku na MC i CD nakładem wytwórni EMI-Quint.
Album zajął pierwsze miejsce na węgierskiej liście przebojów.

## Lista utworów
1. „Rádióaktív” (3:34)
2. „Hát, ez nem semmi” (3:56)
3. „Gina” (4:22)
4. „Én ott leszek” (4:13)
5. „Optimista dal” (:00)
6. „Nincs baj, baby!” (3:42)
7. „Más ez a világ” (4:10)
8. „Eltünődöm” (3:36)
9. „Érj hozzám!” (4:08)
10. „Fogd meg a kezem” (4:17)
11. „Nincs baj, baby! (PMP Extended Version)” (5:57) – bonus CD
12. „Hát, ez nem semmi (International Long Dub)” (6:11) – bonus CD
13. „Gina (Quiet Mix)” (5:51) – bonus CD

## Wykonawcy
- Tamás Sípos – wokal
- Gábor Madarász – gitara
- Andrea Bodza – wokal wspierający
- László Lukács – wokal wspierający
- Swift & Thea – rap